# Euphyia roseoliva
Euphyia roseoliva är en fjärilsart som beskrevs av W. Warren 1914. Euphyia roseoliva ingår i släktet Euphyia och familjen mätare. Inga underarter finns listade i Catalogue of Life.